# Passo di Iskăr
Il passo di Iskăr (in bulgaro Искърски пролом?) è un valico che passa attraverso i monti Balcani, collegando Sofia a Mezdra, in Bulgaria.
La strada e la ferrovia seguono in corso del fiume Iskăr attraverso un canyon ventoso e spettacolare.